# مهاجرت از ایالات متحده
مهاجرت از ایالات متحده فرآیندی است که در آن افراد از ایالات متحده برای زندگی در کشورهای دیگر نقل مکان کرده و پراکندگان آمریکایی (آمریکایی‌های خارج از کشور) ایجاد می‌کنند. این روند برعکس مهاجرت به ایالات متحده است. ایالات متحده شمار مهاجرین را پی‌گیری نمی‌کند، بنابراین شمار آمریکایی‌های بیرون از کشور تنها بر پایه آماری که توسط کشورهای مقصد نگهداری می‌شود، در دسترس است.

## تاریخچه
به دلیل رفت و آمد مردم میان پادشاهی انگلستان و مستعمرات آن و همچنین میان کشورهای مستعمره، پیش از بنیان ایالات متحده یک نوع پراکندگان آمریکایی وجود داشته‌ است. در جریان جنگ انقلابی آمریکا، شماری از اتباع آمریکایی به کشورهای دیگر، بیشتر کانادا و بریتانیا نقل مکان کردند. اقامت در کشورهای بیرون از امپراطوری بریتانیا غیرعادی بود و معمولاً محدود به افراد مرفهی بود، مانند بنجامین فرانکلین، کسی که می‌توانست هزینه سفر خود به پاریس را به عنوان یک دیپلمات آمریکایی تأمین کند.

### قرن نوزدهم
آمریکایی‌ها به لطف افزایش کشتی‌های ویلرز (whalers) و کلیپر (clipper)، به دلایل تجاری آغاز به سفر به سراسر جهان کردند.
آغاز فعالیت‌های مذهبی میسیونری، مانند آدونیرام جادسون در برما نیز در اوایل سده نوزدهم روی داد.
در جریان جنگ سال ۱۸۱۲ میلادی، برخی از بردگان آمریکایی آفریقایی‌تبار به سپاه تفنگداران دریایی استعماری پیوستند و بر علیه ایالات متحده جنگیدند. پاداش آن‌ها رهایی تضمین شده بود (بر پایه قانون شورش ۱۸۰۷) و برای آن‌ها زمین‌های جدید در ترینیداد جنوبی تخصیص می‌یآفت. آن‌ها و نوادگان‌شان بعداً به نام مریکینز (Merikins) معروف شدند.
اواسط سده نوزدهم شاهد مهاجرت بسیاری از نیوانگلندی‌ها به هاوایی، به عنوان مبلغ برای کلیسای کنگره گرایان و به عنوان بازرگان و صیادی در دریا بود. مردم آمریکا در نهایت دولت هاوایی را سرنگون کرده و باعث الحاق آن به ایالات متحده شدند.
در این زمان، جامعه استعماری آمریکا (American Colonization Society) را در ساحل مرچ برای برده‌های آزاد شده به نام لیبریا تأسیس کرد. اهداف اصلی جامعه استعماری آمریکا، مسیحی‌کردن بومیان آفریقا، پایان‌دادن به تجارت غیرقانونی برده و اسکان مجدد آمریکایی‌های آفریقایی‌تبار در خارج از ایالات متحده بود. نوادگان آن‌ها آمریکایی-لیبریایی‌ها بودند که در بیشتر تاریخ کشور بر این کشور چیرگی داشتند.
در جریان جنگ داخلی آمریکا، رئیس‌جمهور لینکلن از سناتور کانزاس ساموئل سی پومروی و وزیر کشور کالب بلاد اسمیت خواست تا طرحی برای اسکان مجدد آمریکایی‌های آفریقایی‌تبار در خارج از ایالات متحده ارائه کند. پومروی ایده Linconia، یک مهاجرنشین بردگان آزاد شده بسیار شبیه لیبریا در استان مدرن Chiriqui پاناما، را مطرح کرد. پس از این‌که کشورهای نزدیک آمریکای مرکزی مخالفت خود را با این پروژه ابراز کردند، این ایده به سرعت لغو شد. با این حال، ۴۵۳ کارگر آفریقایی به عنوان بخشی از یک تلاش خصوصی استعماری که توسط کارآفرین برنارد کوک اداره می‌شد، به ایله آ-واچه در هائیتی فرستاده شدند. متأسفانه این کلنی به دلیل شکستن قرارداد کوک عمر کوتاهی داشت. در پایان سال ۱۸۶۳، همه مهاجرنشینان به ایالات متحده بازگشتند.
پس از جنگ داخلی، هزاران تن از ایالات جنوبی ایالات متحده به برزیل نقل مکان کردند، جاییکه برده‌داری در آن زمان هنوز قانونی بود. آن‌ها کشوری را به‌نام آمریکانا (Americana) تأسیس کرده و به Confederados معروف شدند.
در آسیا، دولت ایالات متحده کوشش‌های جهت تضمین امتیازات ویژه برای شهروندان خود انجام داد. این کار با معاهده وانگیا در چین در سال ۱۸۴۴ آغاز شد. پس از آن ۱۰ سال بعد کمودور پری (Commodore Perry) به ژاپن اعزام شد و معاهده ایالات متحده و کوره در سال ۱۸۸۲ به امضا رسید. تجارهای آمریکایی شروع به اسکان در آن کشورها کردند.

### اوایل قرن بیستم
بسیاری از آمریکایی‌ها پس از این‌که فیلیپین پس از جنگ فیلیپین – آمریکا، بخشی از قلمرو ایالات متحده شد به آن کشور مهاجرت کردند.
سیسیل رودز در سال ۱۹۰۲ میلادی بورسیه رودز را ایجاد کرد تا با آماده کردن فرصت تحصیل در خارج به محصلین، همکاری میان ایالات متحده، امپراطوری انگلستان و آلمان را تشویق کند.

### دوره میان جنگی
در دوره میان جنگ‌های جهانی اول و دوم، بسیاری از آمریکایی‌ها، به ویژه نویسندگانی مانند ارنست همینگوی، گرترود استاین و ازرا پاوند، برای شرکت در صحنه فرهنگی به اروپا مهاجرت کردند.
شهرهای اروپایی مانند آمستردام، برلین، کپنهاگ، پاریس، پراگ، روم، استکهلم و وین میزبان تعداد زیادی از آمریکایی‌ها بودند. بسیاری از آمریکایی‌ها، معمولاً آن‌های که آرمان‌گرا یا درگیر سیاست‌های چپ‌گرا بودند، در حالی که در مادرید و جاهای دیگر زندگی می‌کردند، نیز در جنگ داخلی اسپانیا (عمدتاً در حمایت از جمهوری‌خواهان در برابر ناسیونالیست‌ها) در اسپانیا شرکت کردند.
دیگر آمریکایی‌ها به کشورهای اصلی شان بازگشتند، از جمله والدین نویسنده/تصویرگر آمریکایی اریک کارل که به آلمان بازگشت. هزاران ژاپنی آمریکایی پس از حمله به پرل هاربر، نتوانستند به ایالات متحده بازگردند.

### جنگ سرد
در جریان جنگ سرد، آمریکایی‌ها در بسیاری از کشورهای‌که دارای جمعیت عظیمی از نیروهای نظامی آمریکایی بود، مانند آلمان غربی و کره جنوبی، به‌طور دائمی مسکن گزین شدند.
جنگ سرد همچنین شاهد توسعه برنامه‌های دولتی برای تشویق جوانان آمریکایی برای رفتن به خارج بود. برنامه فولبرایت در سال ۱۹۴۶ میلادی برای تشویق تبادل فرهنگی و سپاه صلح در سال ۱۹۶۱ میلادی برای تشویق تبادل فرهنگی و روحیه مدنی داوطلبانه، ایجاد شدند.
با تشکیل دولت اسرائیل، بیش از ۱۰۰٬۰۰۰ یهودی به سرزمین مقدس مشرف شدند (علیا) و در آنجا در ایجاد کشور نقش داشتند. دیگر آمریکایی‌ها به کشورهای مانند لبنان سفر کردند تا دوباره در صحنه فرهنگی جای بگیرند.
در درازای جنگ ویتنام، حدود ۱۰۰۰۰۰ مرد آمریکایی برای دوری از خدمت اجباری به خارج از کشور و ۹۰ درصد آن‌ها به کانادا، رفتند. ملل اروپایی، از جمله کشورهای بی‌طرف مانند دانمارک، نروز، سوئد و سوئیس، به هزاران مهاجر آمریکایی که از جنگیدن خودداری کردند، پیشنهاد پناهندگی دادند.
شمار اندکی از آمریکایی‌ها مانند Miguel d'Escoto Brockmann و رادیکال‌های دهه شصت مانند Joanne Chesimard, Pete O'Neal, Eldridge Cleaver و Stokely Carmichael، به دلایل سیاسی کشور را ترک کرده و به اتحاد جماهیر شوروی، کوبا یا سایر کشورها پناه بردند.
در این دوره، آمریکایی‌ها به دلایل مذهبی به سفر به خارج از کشور ادامه دادند، مانند ریچارد جیمز، مخترع اسلینکی که با مترجمان کتاب مقدس ویکلیف به بولیوی رفت و تأسیس معبد مردم جونزتاون در گویان.

### پس از جنگ سرد
گشایش اروپای شرقی، اروپای مرکزی و آسیای مرکزی پس از جنگ سرد فرصت‌های جدیدی را برای تجارهای آمریکایی فراهم کرد. علاوه بر این، با تسلط جهانی ایالات متحده در اقتصاد جهانی، صنعت ESL به رشد خود به ویژه در بازارهای جدید و نوظهور ادامه داد. بسیاری از آمریکایی‌ها نیز یک سال در دوران کالج به خارج از کشور می‌رفتند و برخی پس از فارغ‌التحصیلی به کشور بازمی‌گشتند.
فراری‌های جنگ عراق اکثراً به کانادا و اروپا پناهنده شدند و ادوارد اسنودن فاش‌کننده راز آژانس امنیت ملی (NSA) به روسیه گریخت.
شمار فزایندهٔ از آمریکایی‌ها به دلیل مشکلات مالی ناشی از بحران مالی ۲۰۰۸ در خارج از کشور بازنشسته می‌شوند.
جوانان آمریکایی که به دلیل رکود اقتصادی با بازار کار سختی روبرو هستند، نیز به‌طور فزایندهٔ برای کار در خارج از کشور علاقه دارند.
طبق نظرسنجی گالوپ در ژانویه ۲۰۱۹، ۱۶ درصد از آمریکایی‌ها، از جمله ۴۰ درصد از زنان زیر ۳۰ سال، مایل اند، ایالات متحده را ترک کنند.

## دلایل مهاجرت
دلایل زیادی برای مهاجرت آمریکایی‌ها از ایالات متحده وجود دارد. دلایل اقتصادی فرصت‌های شغلی یا کسب و کار یا استاندارد بالاتر زندگی در کشور دیگر را شامل می‌شود. برخی دیگر به دلیل ازدواج یا رابطه با یک خارجی، برای مقاصد مذهبی یا بشردوستانه، یا به دنبال ماجراجویی یا تجربه یک فرهنگ متفاوت مهاجرت می‌کنند. بسیاری تصمیم به بازنشستگی در خارج از کشور می‌گیرند تا به دنبال هزینه‌های کم‌تر زندگی، به ویژه مراقبت‌های بهداشتی مقرون به صرفه‌تر باشند. آن‌های که به ایالات متحده مهاجرت کرده‌اند، ممکن است تصمیم بگیرند که به کشورهای اصلی خود بازگردند تا در کنار اعضای خانواده باشند. دلایل دیگر عبارت از نارضایتی سیاسی، نگرانی‌های امنیتی و مسائل فرهنگی مانند نژادپرستی هستند. برخی از آمریکایی‌ها نیز ممکن است برای گریز از مسئولیت‌های قانونی مهاجرت کنند. یکی از موارد رایج گذشته فرار از خدمت سربازی اجباری بود.
علاوه بر آمریکایی‌های که مهاجرت را در بزرگ‌سالی انتخاب می‌کنند، بسیاری از کودکان در ایالات متحده از کارگران موقت خارجی یا دانشجویان بین‌المللی متولد می‌شوند و به‌طور طبیعی با والدین خود هنگام بازگشت به کشورهای مبدأ نقل مکان می‌کنند. به دلیل کسب تابعیت ایالات متحده از طریق تولد، ولی عدم ارتباط قابل توجهی با کشور، گاهی اوقات آن‌ها را «آمریکایی‌های تصادفی» می‌نامند.

## مقاصد با دسترسی آسان
افزون بر قلمروهای ایالات متحده، شهروندان ایالات متحده حق اقامت در جزایر مارشال، میکرونزی و پالائو را به دلیل پیمان اتحادیه آزاد (Compact of Free Association) میان ایالات متحده و هر یک از این کشورها دارند. آن‌ها همچنین می‌توانند آزادانه به دلیل سیاست مهاجرت آزاد به سوالبارد نقل مکان کنند، مشروط بر این‌که بتوانند در آنجا خانه و وسایل حمایتی به دست آورند.
آمریکایی‌های که نیاکانشان از کشورهای خاصی مانند آلمان، ایرلند و ایتالیا هستند، می‌توانند از طریق ius sanguinis ادعای تابعیت کنند و بنابراین می‌توانند آزادانه به آنجا نقل مکان نماید. آلمان و اتریش حتی اگر ius sanguinis در مورد خاص اعمال نشود، نیز مسیر آسان‌تری برای دریافت شهروندی برای فرزندان قربانیان جنایات نازی‌ها دارند. به‌طور مشابه، یهودیان آمریکایی ممکن است، تحت قانون بازگشت به اسرائیل نقل مکان کنند.
USMCA (و قبلاً NAFTA) به شهروندان ایالات متحده اجازه می‌دهد تا در کانادا و مکزیک در مشاغل تجاری یا مشاغل خاص، با محدودیت‌های کمی، کار کنند. با این حال، برای به دست آوردن اقامت دائمی، آن‌ها همچنین باید شرایط مهاجرت منظم در این کشورها را برآورده کنند.